# Ігор Костров
Ігор Костров (рум. Igor Costrov, нар. 3 серпня 1987) — молдовський футболіст, півзахисник клубу «Славія-Мозир».
Виступав, зокрема, за клуб «Динамо» (Бендери), а також молодіжну збірну Молдови.

## Клубна кар'єра
У дорослому футболі дебютував 2004 року виступами за команду «Динамо» (Бендери), в якій провів чотири сезони, взявши участь у 86 матчах чемпіонату. Більшість часу, проведеного у складі бендерського «Динамо», був основним гравцем команди.
Згодом з 2008 по 2015 рік грав у складі команд «Хапоель» (Беер-Шева), «Маккабі» (Герцлія), «Хапоель» (Беер-Шева), «Канзас-Сіті Візардс», «Іскра-Сталь», «Тирасполь», «Дачія» (Кишинів), «Славія-Мозир», «Костулень», «Веріс», «Кизилжар» та «Динамо-Авто».
До складу клубу «Славія-Мозир» приєднався 2016 року. 

## Виступи за збірну
У 2007 році залучався до складу молодіжної збірної Молдови. На молодіжному рівні зіграв в одному офіційному матчі.

## Досягнення
- Володар Кубка Білорусі з футболу (2):

Гомель: 2021-22
Німан: 2023-24